# Seleção Romena de Voleibol Masculino
A seleção romena de voleibol masculino é uma equipe europeia composta pelos melhores jogadores de voleibol da Romênia. A equipe é mantida pela Federação Romena de Voleibol (em romeno:  Federaţia Română de Volei, FRV). Encontra-se na 24ª posição do ranking mundial da FIVB segundo dados de 19 de setembro de 2023.

## Resultados obtidos nos principais campeonatos

### Jogos Olímpicos
| Ano  | Sede    | Classificação |
| ---- | ------- | ------------- |
| 1964 | Tóquio  | 4º            |
| 1972 | Munique | 5º            |
| 1980 | Moscou  | 3º            |

### Campeonato Mundial
| Ano  | Sede            | Classificação |
| ---- | --------------- | ------------- |
| 1949 | Tchecoslováquia | 5º            |
| 1952 | União Soviética | 4º            |
| 1956 | França          | 2º            |
| 1960 | Brasil          | 3º            |
| 1962 | União Soviética | 3º            |
| 1966 | Tchecoslováquia | 2º            |
| 1970 | Bulgária        | 7º            |
| 1974 | México          | 6º            |
| 1978 | Itália          | 13º           |
| 1982 | Argentina       | 15º           |

### Copa do Mundo
| Ano  | Sede              | Classificação |
| ---- | ----------------- | ------------- |
| 1965 | Polónia           | 6º            |
| 1969 | Alemanha Oriental | 7º            |

### Copa dos Campeões
A seleção romena nunca participou da Copa dos Campeões.

### Liga das Nações
A seleção romena nunca participou da Liga das Nações.

### Liga Mundial
A seleção romena nunca participou da Liga Mundial.

### Campeonato Europeu
| Ano  | Sede                                            | Classificação |
| ---- | ----------------------------------------------- | ------------- |
| 1950 | Bulgária                                        | 5º            |
| 1951 | França                                          | 5º            |
| 1955 | Roménia                                         | 2º            |
| 1958 | Tchecoslováquia                                 | 2º            |
| 1963 | Roménia                                         | 1º            |
| 1967 | Turquia                                         | 5º            |
| 1971 | Itália                                          | 3º            |
| 1975 | Iugoslávia                                      | 4º            |
| 1977 | Finlândia                                       | 2º            |
| 1979 | França                                          | 7º            |
| 1981 | Bulgária                                        | 5º            |
| 1983 | Alemanha Oriental                               | 8º            |
| 1985 | Países Baixos                                   | 8º            |
| 1989 | Suécia                                          | 12º           |
| 1995 | Grécia                                          | 12º           |
| 2019 | Bélgica / Eslovênia / França / Países Baixos    | 21º           |
| 2023 | Bulgária / Israel / Itália / Macedônia do Norte | 7º            |

### Liga Europeia

#### Liga Ouro
| Ano  | Sede        | Classificação |
| ---- | ----------- | ------------- |
| 2007 | Portimão    | 10º           |
| 2009 | Portimão    | 10º           |
| 2010 | Guadalaxara | 4º            |
| 2011 | Košice      | 4º            |
| 2012 | Ancara      | 9º            |
| 2014 | Podgoritza  | 5º            |
| 2015 | Wałbrzych   | 11º           |
| 2021 | Kortrijk    | 5º            |
| 2023 | Zadar       | 9º            |
| 2024 | Osijek      | 9º            |

#### Liga Prata
| Ano  | Sede               | Classificação |
| ---- | ------------------ | ------------- |
| 2019 | Pireu / Alexandria | 1º            |
| 2022 | Budapeste          | 1º            |

### Jogos Europeus
A seleção romena nunca participou dos Jogos Europeus.

## Medalhas
| Evento             | Ouro | Prata | Bronze | Total |
| ------------------ | ---- | ----- | ------ | ----- |
| Jogos Olímpicos    | 0    | 0     | 1      | 1     |
| Campeonato Mundial | 0    | 2     | 2      | 4     |
| Copa do Mundo      | 0    | 0     | 0      | 0     |
| Copa dos Campeões  | 0    | 0     | 0      | 0     |
| Liga das Nações    | 0    | 0     | 0      | 0     |
| Liga Mundial       | 0    | 0     | 0      | 0     |
| Campeonato Europeu | 1    | 2     | 2      | 5     |
| Liga Europeia      | 2    | 0     | 1      | 3     |
| Jogos Europeus     | 0    | 0     | 0      | 0     |
| Total              | 3    | 4     | 6      | 13    |

## Equipe atual
Os atletas listadas abaixo foram convocadas para a disputa da Liga Europeia de 2019 ou do Campeonato Europeu de Voleibol Masculino de 2019.